# 纱布海蛳螺
纱布海蛳螺（学名：Cirsotrema varicosum），是异腹足目海蛳螺科Cirsotrema的一种。主要分布于印度尼西亚、中国大陆、台湾，常栖息在潮下带。